# Patrick Henry Bruce

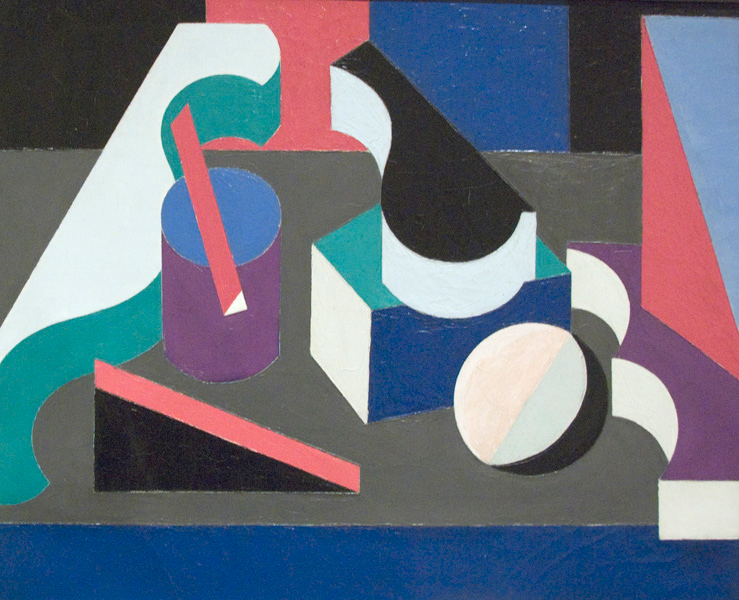
Patrick Henry Bruce, Forms, etwa 1918

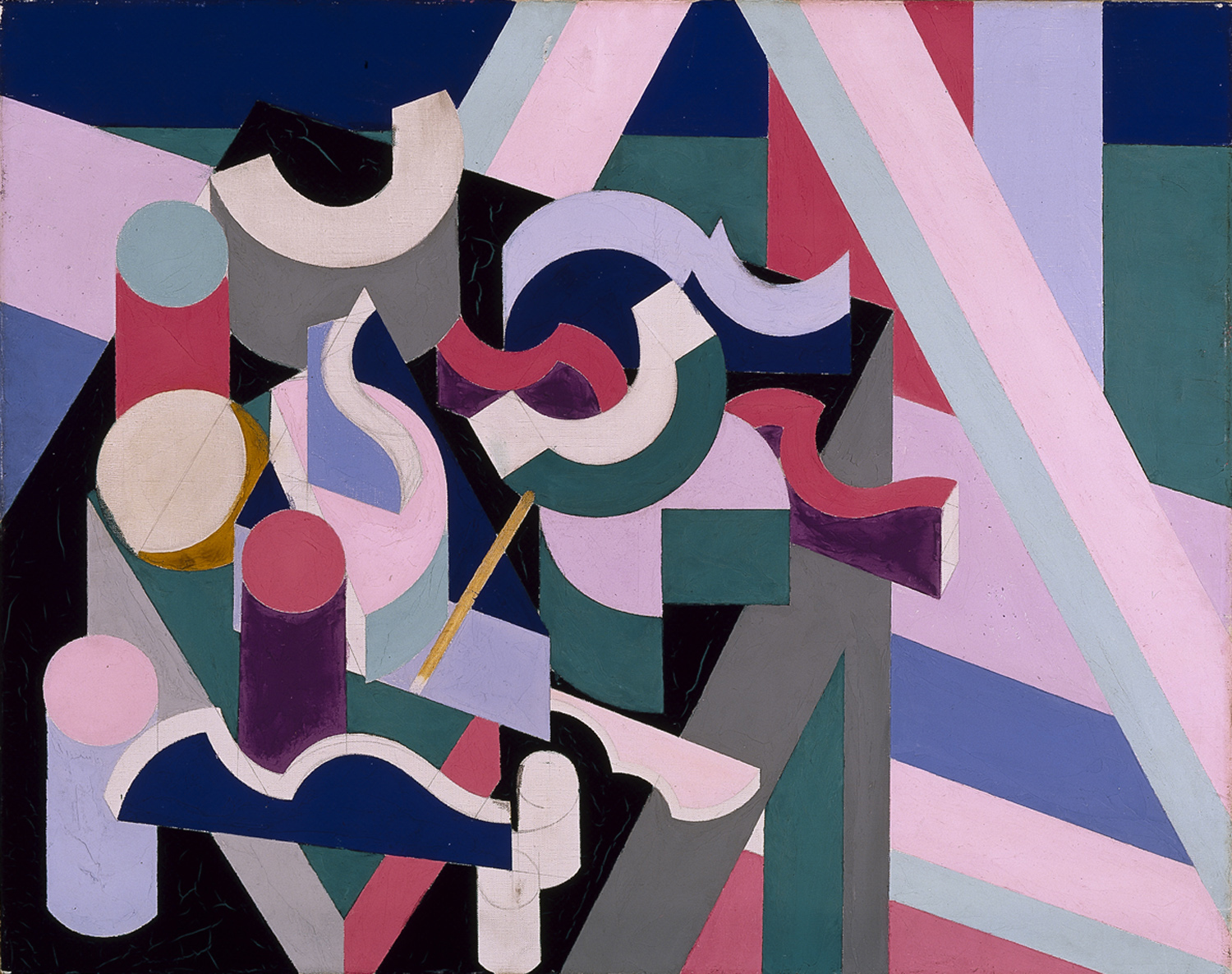
Patrick Henry Bruce, Stillleben, etwa 1928

Patrick Henry Bruce (* 25. März 1881 im Campbell County, Virginia; † 12. November 1936 in New York City) war ein US-amerikanischer Maler des Kubismus.

## Biographie
Als Nachfahre von Patrick Henry wurde Bruce im Campbell County in Virginia als zweites von vier Kindern geboren. Seine Familie hatte einst das große Gut Berry Hill besessen, das von über 3.000 Sklaven bewirtschaftet worden war. Berry Hill Estate war ursprünglich Teil eines Gutes der britischen Krone von 105000 acres, das 1728 William Byrd II verliehen worden war. Der Bürgerkrieg verminderte den Reichtum der Familie Bruce sehr deutlich.
Patrick Henry Bruce begann seine Laufbahn als Maler 1898 in Abendkursen des „Art Club of Richmond“ und arbeitete am Tage in einem Immobilienbüro. Sein ältestes erhaltenes Gemälde stammt aus dem Jahre 1900.
1902 zog Bruce nach New York, wo er bei William Merritt Chase, Robert Henri und Kenneth Hayes Miller studierte. Seit Februar 1904 lebte er in Paris, wo er bis 1933 blieb. Obwohl er sich nur langsam zum modernen Maler entwickelte, zeigen seine Arbeiten von 1908 Einflüsse von Renoir und Cézanne. Im gleichen Jahr war er einer der ersten, der sich in der Malschule von Matisse einschrieb.
Bruce stellte regelmäßig im Salon d’Automne aus und traf viele der Avantgarde-Künstler des frühen 20. Jahrhunderts. Während einer Phase enger Freundschaft mit Sonia und Robert Delaunay von 1912 bis 1914 waren seine Gemälde vom Orphischen Kubismus beeinflusst, aber letztlich schloss sich Bruce nie einer Schule an. Obwohl einige Kunsthistoriker ihn mit dem Synchromismus in Verbindung gebracht haben, stellte er weder mit den Synchromisten aus, noch adaptierte er ihre Theorien oder gab seinen Bildern synchronistische Namen.
Der Stil seines reifen Werkes antizipierte den Purismus, wie ihn Léger und Ozenfant in den 1920er Jahren entwickelten. In seinen Gemälden seit 1918 arrangierte er flächig eckige geometrische Formen, ausgeführt in gleichmäßig aufgetragenen, matten Farben. Sein Werk wurde von Marcel Duchamp bewundert und könnte auch den Stil seines vormaligen Lehrers Matisse im Wandgemälde La Danse (1932–33, in der Barnes Foundation) beeinflusst haben.
Bruce war äußerst selbstkritisch und zerstörte viele seiner Bilder, sodass nur etwa 100 Werke erhalten sind. Am 12. November 1936 starb er in New York City durch Selbstmord.